# Vöslauer-Polka
Vöslauer-Polka, op. 100, är en polka av Johann Strauss den yngre. Den framfördes första gången den 24 augusti 1851 i Wien.

## Historia
Kurorten Bad Vöslau var på 1800-talet inte lika berömd som grannstaden Baden. När kejsaren Frans I flyttade sitt sommarresidens till Baden blev staden också ett centrum för det sociala livet från maj till september. Johann Strauss den yngre arbetade enormt mycket i början av 1850-talet och hans hälsa försvagades till utmattning. Efter en kollaps for han till Bad Vöslau för att vila upp sig. Som ett minne av vistelsen skrev han polkan Vöslauer-Polka som framfördes första gången den 24 augusti 1851 i danslokalen Ungers Casino i Wien.

## Om polkan
Speltiden är ca 2 minuter och 48 sekunder plus minus några sekunder beroende på dirigentens musikaliska tolkning.

## Weblänkar
- Dynastin Strauss 1851 med kommentarer om Vöslauer-Polka.
- Vöslauer-Polka i Naxos-utgåvan.